# Rotační vakuová odparka

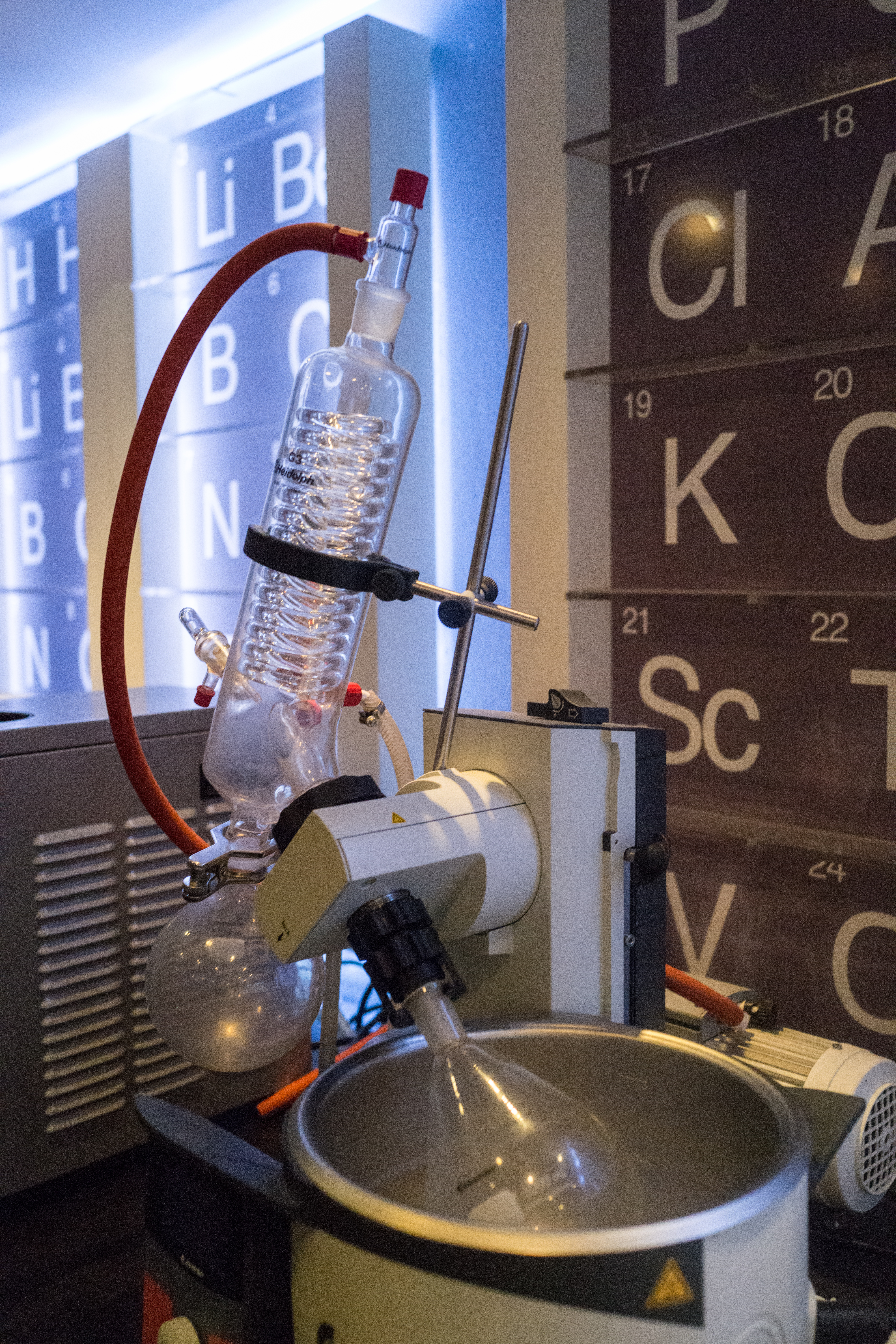
Rotační vakuová odparka

Rotační vakuová odparka (nebo také jen rotační odparka) je laboratorní zařízení sloužící k rychlému odpaření většího množství rozpouštědla a získání pevné (případně netěkavé kapalné) látky v něm rozpuštěné.

## Popis
Součásti rotační vakuové odparky jsou
- laboratorní chladič s přípojkou na vývěvu,
- odnímatelná destilační baňka s klasickým kuželovým zábrusem,
- odnímatelná kondenzační baňka (předloha), většinou s kulovým zábrusem,
- motor s regulací, otáčející destilační baňku kolem její osy,
- mechanismus pro vertikální polohování aparatury,
- vodní lázeň pro ohřev destilační baňky s regulovaným elektrickým ohřevem (u starších či levných modelů nemusí být součástí).

V horní části chladiče (případně boční, dle konkrétního provedení) bývá k dispozici hrdlo se zátkou pro možnost doplňování odpařovaného roztoku.

## Princip
Rotační vakuová odparka používá tří principů:
- urychlení odpařování, resp. snížení bodu varu vlivem sníženého tlaku,
- další urychlení odparu kontinuálním tvořením tenké vrstvy odpařované kapaliny na stěně rotující baňky,
- kompenzace ochlazování odpařované kapaliny, resp. ohřev této kapaliny v lázni.

Toto zařízení je proto možné s výhodou použít nejen pro těkavá, ale i pro méně těkavá rozpouštědla jako voda, dimethylformamid, dimethylsulfoxid, apod.